# Khor Deh Lārīm
Khor Deh Lārīm (persiska: خوُر دِه لاريم, Khvor Deh Lārīm, خر ده لاريم) är en ort i Iran.   Den ligger i provinsen Mazandaran, i den norra delen av landet, 180 km nordost om huvudstaden Teheran. Antalet invånare är 130.
Terrängen runt Khor Deh Lārīm är mycket platt, och sluttar norrut. Runt Khor Deh Lārīm är det tätbefolkat, med 636 invånare per kvadratkilometer. Närmaste större samhälle är Jūybār, 8,2 km söder om Khor Deh Lārīm. Trakten runt Khor Deh Lārīm består till största delen av jordbruksmark.